# Hôpital de Zaouiet Kounta
L'hôpital de Zaouiet Kounta est une structure sanitaire située dans la commune de Zaouiet Kounta. Il dépend du centre hospitalier universitaire d'Oran et relève de la Direction de la Santé et de la Population (DSP) de la wilaya d'Adrar (comme l'hôpital Ibn Sina d'Adrar, l'hôpital Mohamed Hachemi de Timimoun, l'hôpital de Reggane, l'hôpital Noureddine Sahraoui d'Aoulef, l'hôpital de Bordj Badji Mokhtar, l'hôpital d'Aougrout et l'hôpital de Tililane).
Cet hôpital est l'un des hôpitaux en Algérie qui relèvent du ministère de la Santé.

## Géographie

### Localisation
L'hôpital de Zaouiet Kounta se situe au nord-est de la ville de Zaouiet Kounta.

### Accès

#### Route
L'accès par route goudronnée au chantier de l'hôpital de Zaouiet Kounta, situé au nord-est de la ville de Zaouiet Kounta, n'est pas du tout évident pour les automobilistes qui continuent à se plaindre des routes défoncées.

#### Hélicoptère sanitaire
Une réflexion est en cours en 2014 pour la dotation de l'hôpital de Zaouiet Kounta d'une station d'hélicoptère sanitaire.
Il s'agira d'un hélicoptère, ou de plusieurs, basé de façon permanente à l'hôpital de Zaouiet Kounta et dédié exclusivement à des missions sanitaires de transport de patients.
La zone de stationnement de l'hélicoptère sera proche de l'enceinte des services hospitaliers afin d'éviter l'usage d'un véhicule intermédiaire. Elle devra être protégée, éclairée et homologuée.
La configuration sanitaire de l'appareil volant devra être permanente. 
Le matériel médical embarqué sera standardisé et approuvé. 
La disponibilité immédiate concernera l'équipe médicale des urgences de l'hôpital de Zaouiet Kounta, mais également le pilote qui bénéficiera de locaux d'hébergement dans l'hôpital même.
Grâce à la généralisation des numéros verts et à l'utilisation du système GPS, l'intervalle entre la survenue de l'urgence médicale dans les communes et les villages de la wilaya d'Adrar et la réception de l'alerte aura tendance à diminuer.
L'hélicoptère sanitaire réduira le délai de réponse médicale après l'alerte et le signalement dans tout le périmètre de la wilaya d'Adrar.
À rappeler qu'en décembre 2011, 03 petits avions et 05 hélicoptères avaient été destinés aux évacuations sanitaires surtout pour la région du sud de l'Algérie, à partir de l'année 2012, à la suite de la convention signée entre le ministère algérien de la santé et de la population et la compagnie algérienne Tassili Airlines.

## Histoire

### Construction
En avril 2013, les citoyens de la commune de Zaouiet Kounta interpellaient encore les responsables du secteur de la santé de la wilaya d'Adrar pour finaliser la réalisation de cet hôpital de 60 lits dans leur localité.
L'exigence de la finalisation de ce projet était justifiée par la croissance démographique galopante de cette localité de Zaouiet Kounta et l'incapacité de la polyclinique existante d'assurer convenablement sa mission de prise en charge médicale, car l'état de cette polyclinique ne répondait plus aux besoins des malades.
Les capacités de cette polyclinique étaient largement dépassées par le manque de personnel médical et paramédical ainsi que les défaillances en matériels et équipements comme ceux de la radiologie, du laboratoire, ainsi que le manque de médicaments, de réactifs entre autres.
Elle ne disposait que d'une seule ambulance non médicalisée qui se trouvait en panne.
De ce fait, la majorité des malades de Zaouiet Kounta étaient transférés souvent pour des actes médicaux mineurs, soit vers l'hôpital de Reggane à 70 km au Sud ou à l'hôpital Ibn Sina d'Adrar au Nord à 80 km.
Le projet de cette nouvelle structure sanitaire tardait à être concrétisé depuis l'année 2008 déjà.
En 2007, la commission de la daïra de Zaouiet Kounta responsable du choix du terrain de cet hôpital avait délimité et réservé une assiette foncière pour accueillir cet établissement.

### Hôpital
La capacité de cet hôpital sera de 60 lits avec plusieurs services médicaux.
La population de Zaouiet Kounta sera ainsi libérée des longues années de souffrance du déplacement vers le plus proche hôpital de Reggane situé à 633 km pour les hospitalisations.
À son inauguration, ce nouvel établissement public hospitalier de Zaouiet Kounta sera composé de xx services:
- Urgences médico-chirurgicales: xx lits.
- Chirurgie générale: xx lits.
- Chirurgie orthopédique: xx lits.
- Anesthésie et réanimation: xx lits.
- Ophtalmologie: xx lits.
- Médecine interne: xx lits.
- Médecine du travail: xx lits.
- Pédiatrie: xx lits.
- Gynécologie-obstétrique: xx lits.
- Épidémiologie: xx lits.
- Radiologie centrale.
- Pharmacie.
- Laboratoire central[19].

## Tarifs des soins
À l'hôpital de Zaouiet Kounta, les tarifs des soins sont les suivants:
- Consultation générale: 50 DA.
- Soins dentaires: 50 DA (plombage, simple visite ou extraction).
- Radiographie: de 20 à 50 DA, à partir de la radio d’une fracture de doigt au téléthorax.
- Consultation spécialisée: 100 DA (pour chaque nuitée passée à l’hôpital, intervention chirurgicale incluse).
- Soins dispensés aux malades chroniques: gratuits.

## Ambulance
Ce nouvel hôpital sera doté d'une ambulance (véhicule tout-terrain: type 4x4) équipée de moyens d'urgence et d'intervention.
À rappeler qu'en 2014, le secteur de la santé dans la wilaya d'Adrar a été renforcé par l'acquisition de 20 ambulances pour le transport des malades et de 12 véhicules tout-terrain: type 4x4 pour les équipes mobiles.

## Cuisine
La nourriture des patients hospitalisés dans les services de l'hôpital de Zaouiet Kounta sera consommée dans les repas préparés dans la cuisine de l'établissement.

## Établissements affiliés
L'hôpital de Zaouiet Kounta doit superviser des polycliniques et salles de soins, pour servir une population estimée à des dizaines de milliers d'habitants.

### Polycliniques
L'hôpital de Zaouiet Kounta chapeautera xx polycliniques sur les 29 polycliniques que compte la wilaya d'Adrar.
- Polyclinique de Zaouiet Kounta.

### Salles de soins
L'hôpital de Zaouiet Kounta chapeautera xx salles de soins sur les 171 salles de soins que compte la wilaya d'Adrar.
Ces salles de soins sont érigées dans la banlieue de la ville de Zaouiet Kounta pour accueillir les citoyens.
- Salle de soins: Ksar Mekid (inaugurée en avril 2012)[25].

## Ressources humaines
Le personnel médical de l'hôpital de Zaouiet Kounta doit compter un effectif global de praticiens de la santé composé de médecins spécialistes, de généralistes et d'agents paramédicaux.
Concernant l'encadrement de cet hôpital, il sera renforcé en praticiens spécialistes, vu sa grande importance du fait de sa localisation dans une région éloignée et frontalière.
Le taux de couverture sanitaire actuelle est de 01 médecin généraliste/2 320 habitants, 01 dentiste/11 602 habitants et 01 pharmacie/23 204 habitants.
Son encadrement paramédical sera aussi renforcé par la formation des jeunes filles de la région dans les différentes spécialités paramédicales.
Les avantages sociaux et professionnels offerts aux praticiens algériens seront nombreux à l'hôpital de Zaouiet Kounta, avec un salaire conséquent, une augmentation de 150 %, un logement disponible et équipé et un cadre de travail agréable.
En effet, Le manque de plusieurs spécialistes médicales incite à réfléchir à une autre politique pour inciter les praticiens de la santé à venir au sud de l'Algérie.
L'objectif espéré est d'atteindre la couverture de toutes les spécialités, d'améliorer la qualité de la prise en charge du malade et d'assurer la couverture médicale dans tous les ksour de la wilaya d'Adrar.

## Couverture sanitaire
En 2014, La couverture sanitaire dans la wilaya d'Adrar était assurée par un médecin spécialiste pour 6 722 habitants, un médecin généraliste pour 1 200 habitants et un pharmacien pour 8 780 habitants.